# Here Am I
Here Am I è un singolo della cantante gallese Bonnie Tyler, pubblicato nel 1978 ed estratto dall'album Natural Force.
Il brano è stato scritto da Ronnie Scott e Steve Wolfe.

## Tracce
- 7"

1. Here Am I
2. Don't Stop the Music